# Aydin Rajabov
Aydin Mahammad-Aga oglu Rajabov (en azerí: Aydın Məhəmməd-Ağa oğlu Rəcəbov; Bakú, 9 de abril de 1944) es un pintor, diseñador de alfombras de Azerbaiyán,  galardonado con el título "Artista del pueblo de la República de Azerbaiyán" en 2021.

## Biografía
Aydin Rajabov nació el 9 de abril de 1944 en la ciudad de Bakú. En 1966 se graduó de la Escuela Estatal de Arte de Azerbaiyán en nombre de Azim Azimzade. En el mismo año ingresó en la Universidad Técnica de Azerbaiyán. En 1972 se graduó de la Universidad Estatal de Cultura y Arte de Azerbaiyán.
El pintor fue elegido miembro de la Unión de Artistas de la Unión Soviética en 1975 y miembro del Presidium de la Unión de Artistas de Azerbaiyán en 1991. En 2012 fue nombrado jefe del departamento de "Artes Decorativas y Aplicadas" de la Unión de Artistas de Azerbaiyán. Las exposiciones individuales del pintor se llevaron a cabo en Bakú y Estocolmo en el año 2005.
Participó en exposiciones nacionales e internacionales con sus alfombras. Las obras del pintor se conservan en museos de Azerbaiyán y en diversas colecciones privadas de Alemania, Turquía, Italia, España, Suiza, Francia y otros países.

## Premios y títulos
- Premio "Soltan Mahammad" (2007)
- Artista de Honor de la República de Azerbaiyán (2006)[5]
- Artista del pueblo de la República de Azerbaiyán (2021)[6]